# Rio Tormenta
Der Rio Tormenta ist ein etwa 108 km langer rechter Nebenfluss des Rio Iguaçu im Südwesten des brasilianischen Bundesstaats Paraná.

## Etymologie
Tormenta bedeutet auf Deutsch Sturm oder auch Seenot.

## Geografie

### Lage
Das Einzugsgebiet des Rio Tormenta befindet sich südlich von Cascavel auf dem Terceiro Planalto Paranaense (Dritte oder Guarapuava-Hochebene von Paraná).

### Verlauf
Sein Quellgebiet liegt auf der Grenze zwischen den Munizipien Cascavel und Catanduvas auf 824 m Meereshöhe etwa 10 km nördlich der Ortschaft Catanduvas in der Nähe der Kreuzung von BR-277 und PR-471.
Der Fluss verläuft in südwest- bis südlicher Richtung. In seinem Oberlauf bildet er zunächst die Grenze zwischen Cascavel und Catanduvas. Im Unterlauf trennt er bis zu seiner Mündung als Grenzfluss die Munizipien Boa Vista da Aparecida und Três Barras do Paraná. Er mündet auf 326 m Höhe von rechts in den Rio Iguaçu, der hier zum Reservatório Salto Caxias aufgestaut ist. Er ist etwa 108 km lang.

### Munizipien im Einzugsgebiet
Am Rio Tormenta liegen die vier Munizipien Cascavel, Catanduvas, Boa Vista da Aparecida und Três Barras do Paraná.